# Lowlands 1993
Lowlands 1993 (voluit: A Campingflight to Lowlands Paradise) werd van 27 tot 29 augustus 1993 gehouden in Biddinghuizen. Het was de eerste editie van het Lowlandsfestival in zijn huidige vorm. Er waren toen nog slechts twee podia (Hoofdpodium en Tweede podium). In totaal werden 7.500 kaarten verkocht.
Na twee eerdere edities (1967 en 1968) in Utrecht, werd vanaf 1993 het festival in augustus in Biddinghuizen gehouden en werd het een jaarlijks terugkerend festival.

## Artiesten (selectie)
| - 22-Pistepirkko - Alabama Kids - Alice Donut - Bad Brains - Big Star - Consolidated - Cords - Cosmic Psychos - Dodgy - Dry Livers - Grant Lee Buffalo - Green Apple Quick Step | - Iggy Pop - I Mother Earth - Kong - Madder Rose - Magnapop - Mighty Mighty Bosstones - Primus - Quazar - Rage Against The Machine - Revolutionairy Dub Warriors - Sister Double Happiness - Stone Temple Pilots - The Breeders | - The Goats - The Jesus Lizard - The Juliana Hatfield Three - The Posies - The Riff - The Special Beat - The Tragically Hip - The Smashing Pumpkins - The Verve - Tool - Urban Dance Squad |

1967 · 1968 · 1993 · 1994 · 1995 · 1996 · 1997 · 1998 · 1999 · 2000 · 2001 · 2002 · 2003 · 2004 · 2005 · 2006 · 2007 · 2008 · 2009 · 2010 · 2011 · 2012 · 2013 · 2014 · 2015 · 2016 · 2017 · 2018 · 2019 · 2020 · 2021 · 2022 · 2023 · 2024